# Grabino
Grabino (także: Jezioro Gołębie) – jezioro śródleśne znajdujące się na północ od Gorzowa Wielkopolskiego, w gminie Kłodawa (powiat gorzowski, województwo lubuskie), w południowo-zachodniej części Barlinecko-Gorzowskiego Parku Krajobrazowego.

## Charakterystyka
Akwen ma powierzchnię 35 hektarów, maksymalną głębokość 16 metrów, a jego linia brzegowa ma długość 2,3 kilometra. Lustro wody znajduje się na wysokości 53,4 m n.p.m. Jest jednym z najgłębszych jezior w okolicach Gorzowa Wielkopolskiego. Wody otoczone są ze wszystkich stron lasem. W części południowo-wschodniej wpływa do jeziora rzeka Grabina, która wypływa na południu, by wkrótce wpaść do Kłodawki.

## Przyroda
Ławica brzegowa jest krótka i opada stromo. Pas trzcin i grążeli nie jest zbyt szeroki. Wody są czyste o lekko brązowej barwie. Przejrzystość wynosi około 3,5 metra. W akwenie żyją m.in. takie ryby, jak: płoć, leszcz, krąp, ukleja, lin, karp, okoń, szczupak, węgorz i sum. W pobliżu znajduje się rezerwat przyrody Dębina (około 12 hektarów). W okolicy jeziora stwierdzono stanowiska jelonka rogacza i kozioroga dębosza.

## Wędkarstwo i turystyka
Jezioro jest dzierżawione przez Okręg PZW w Gorzowie Wielkopolskim, a opiekuje się nim gorzowskie koło PZW nr 3. Jest zarybiane szczupakami, okoniami, linami i karpiami.
Północnym brzegiem przebiega szlak konny z Racławia nad jezioro Lubie.

## Infrastruktura
W południowej części akwenu znajduje się śródleśny parking. Dla wędkarzy wybudowane są drewniane pomosty. W niewielkiej odległości od wschodniego brzegu przebiega droga wojewódzka nr 151 z Barlinka do Gorzowa Wielkopolskiego przy której znajduje się drugi parking.